# トマス・シェファー
トマス・シェファー（ドイツ語: Thomas Schäfer / Thomas Schaefer、1952年12月1日 - ）は、ドイツの外交官、大使。2007～2010年および2013～2018年に、在朝鮮民主主義人民共和国大使を務めていた。

## 経歴
ドイツが東西に分かれていた頃の1987年、西ドイツの外交官として北京市に駐留していたことがある。シェファー大使は中国と北朝鮮の貿易に並々ならぬ関心を示しており、在北朝鮮大使として在任中の2007年から2010年にかけて、毎月、中朝国境の新義州市を視察していた。
2010年から2013年にかけて在グアテマラ大使を務め上げた後、2013年から再び在北朝鮮大使として着任した。